# El Harmilia
El Harmilia (în arabă الحرملية) este o comună din provincia Oum El-Bouaghi, Algeria.
Populația comunei este de 8.036 de locuitori (2008).